# Mike Roberts
Pour les articles homonymes, voir Roberts.
Pas d'image ? Cliquez ici

a Compétitions nationales et continentales officielles uniquement.

b Matchs officiels uniquement.
Michael Gordon Roberts, né le 20 février 1946 à Saint-Asaph, est un joueur de rugby à XV qui a joué avec l'équipe du pays de Galles de 1971 à 1979 évoluant au poste de deuxième ligne.

## Carrière
Il connaît une sélection avec les Barbarians en 1971. Il dispute son premier test match le 16 janvier 1971 contre l'Angleterre et son dernier test match également contre l'Angleterre le 17 mars 1979. Il participe à la tournée des Lions britanniques en 1971 mais ne dispute aucun test match.

## Palmarès
- Vainqueur du tournoi Tournois des Cinq Nations en 1971 (Grand Chelem), 1975 et 1979

## Statistiques en équipe nationale
- 8 sélections
- 4 points (1 essai)
- Sélections par année : 4 en 1971, 2 en 1973, 1 en 1975, 1 en 1979
- Tournois des Cinq Nations disputés : 1971, 1973, 1975 et 1979